# Шевченківська сільська рада (Нікопольський район)
| Шевченківська сільська рада — колишній орган місцевого самоврядування у Нікопольському районі Дніпропетровської області з адміністративним центром у с. Шевченкове. Сільській раді підпорядковані населені пункти: - с. Шевченкове - с. Крутий Берег - с. Максимівка - с. Олександропіль |

## Склад ради
Рада складається з 12 депутатів та голови.

## Керівний склад сільської ради
| ПІБ                | Основні відомості                                                                                     | Дата обрання | Дата звільнення |
| ------------------ | --- | ------------ | --------------- |
| Репп Віктор Якович | Сільський голова, 1967 року народження, освіта, член Соціал-демократичної партії України (об'єднаної) | 26.03.2006   | 31.10.2010      |
| Репп Віктор Якович | Сільський голова, 1967 року народження, освіта вища, член Партії регіонів                             | 31.10.2010   |                 |

Примітка: таблиця складена за даними джерела